# Vdor v Sony PlayStation Network
Vdor v Sony PlayStation Network se je zgodil med 17. in 19. aprilom 2011, v njem so bili izpostavljeni osebni podatki približno 77 milijonov uporabnikov Sonyjevega omrežja za digitalno distribucijo PlayStation Network (PSN). Sony je 20. aprila izklopil PlayStation Network. Popravilo je trajalo 23 dni. Uporabniki naprav PlayStation 3 in PlayStation Portable v tem času niso imeli dostopa do omrežja.
Sony je 4. maja potrdil, da so hekerji dobili dostop do računov in osebnih podatkov od več milijonov uporabnikov. Popravilo je trajalo 23 dni. 20. aprila je Sony na svojem blogu zaapisal, da sistem ne deluje ker potekajo vzdrževalna dela, uporabniki PlayStation 3 so ob poskusu prijave dobili sporočilo, da na omrežju potekajo vzdrževalna dela. Pozneje so sporočili, da je prišlo do zunanjega vdora. 20. aprila je Sony po celem svetu ustavil delovanje PlayStation Network. Družba je navedla, da so bili stroški izpada 171 milijonov USD.